# Sportclub Sand 1946 (calcio femminile)
Lo Sportclub Sand 1946, noto anche come SC Sand Frauen o semplicemente Sand, è una società calcistica femminile professionistica tedesca con sede a Willstätt, comune situato nel land del Baden-Württemberg. Fondata nel 1980, milita in 2. Frauen-Bundesliga, seconda serie del campionato tedesco.
I maggiori risultati ottenuti sono l'ottavo posto in Bundesliga, conquistato al termine della stagione 2016-2017, e le due finali raggiunte della DFB-Pokal der Frauen, la Coppa di lega femminile della Germania, nelle edizioni 2015-2016 e 2016-2017, entrambe perse per 2-1 contro le avversarie del Wolfsburg.

## Palmarès
- Campionato tedesco di seconda divisione: 1

2013-2014

## Organico

### Rosa 2020-2021
Rosa, ruoli e numeri di maglia come da sito societario e sito DFB.de, aggiornati al 16 marzo 2021. PS: Ruoli e numeri di maglia non sempre coincidono tra le due fonti.
| N. |                        | Ruolo | Calciatrice      |
| -- | ---------------------- | ----- | ---------------- |
| 1  | Paesi Bassi (bandiera) | P     | Jacintha Weimar  |
| 2  | Germania (bandiera)    | D     | Fatma Sakar      |
| 3  | Paesi Bassi (bandiera) | D     | Myrthe Moorrees  |
| 4  | Francia (bandiera)     | C     | Marion Gavat     |
| 5  | Irlanda (bandiera)     | D     | Diane Caldwell   |
| 5  | Stati Uniti (bandiera) | A     | Summer Lee Green |
| 6  | Ungheria (bandiera)    | D     | Laura Kovács     |
| 6  | Stati Uniti (bandiera) | C     | Adrienne Jordan  |
| 7  | Germania (bandiera)    | C     | Chiara Loos      |
| 8  | Austria (bandiera)     | D     | Marina Georgieva |
| 9  | Germania (bandiera)    | A     | Dörthe Hoppius   |
| 10 | Serbia (bandiera)      | A     | Dina Blagojević  |
| 11 | Germania (bandiera)    | D     | Leonie Kreil     |
| 12 | Austria (bandiera)     | P     | Jasmin Pal       |

| N. |                                | Ruolo | Calciatrice          |
| -- | ------------------------------ | ----- | -------------------- |
| 13 | Germania (bandiera)            | D     | Michaela Brandenburg |
| 13 | Nuova Zelanda (bandiera)       | A     | Paige Satchell       |
| 14 | Germania (bandiera)            | D     | Noemi Gentile        |
| 15 | Stati Uniti (bandiera)         | C     | Patricia George      |
| 16 | Saint Kitts e Nevis (bandiera) | A     | Phoenetia Browne     |
| 16 | Ungheria (bandiera)            | A     | Dóra Süle            |
| 17 | Germania (bandiera)            | C     | Emily Evels          |
| 19 | Danimarca (bandiera)           | A     | Molli Plasmann       |
| 19 | Stati Uniti (bandiera)         | A     | Danielle Tolmais     |
| 20 | Germania (bandiera)            | P     | Manon Wahl           |
| 20 | Germania (bandiera)            | C     | Mona Lohmann         |
| 21 | Germania (bandiera)            | P     | Jule Baum            |
| 23 | Polonia (bandiera)             | C     | Patrycja Balcerzak   |
| 27 | Germania (bandiera)            | C     | Ricarda Schaber      |

### Staff tecnico 2020-2021
- Nora Häuptle - Allenatrice
- Rainer Hannig - Allenatore in seconda
- Marco Schäfer - Allenatore dei portieri
- Victor Wendling - Preparatore atletico
- Peter Aukthun-Görmer  - Preparatore atletico